# Decamerion Richardson
Decamerion Jalynn Richardson (Cullen, 16 marzo 2001) è un giocatore di football americano statunitense che milita nel ruolo di cornerback per i Las Vegas Raiders della National Football League (NFL). Al college ha giocato per Mississippi State.

## Carriera universitaria
Richardson, originario di Cullen in Louisiana, cominciò a giocare a football nella locale Bossier High School. Valutato come un prospetto medio-alto per il college football, tre stelle su cinque, nel 2020 andò a giocare per Mississippi State con i Bulldogs che militano nella Southeastern Conference (SEC) della Divisione I della Football Bowl Subdivision (FBS) della NCAA.

### Mississippi State
Richardson giocò con i Bulldogs per quattro stagioni, dal 2020 al 2023, scendendo in campo in 45 partite e totalizzando 177 tackle, 10 passaggi deviati, un fumble forzato e un touchdown.
Al termine della stagione 2023 Richardson decise di sfruttare la possibilità data dalla NCAA di trasferirsi ad un altro college.

### Ole Miss
A dicembre 2023 Richardson scelse di andare a giocare per gli Ole Miss Rebels dell'Università del Mississippi.
Meno di un mese dopo, tuttavia, il 13 gennaio 2024, Richardson decise invece di lasciare il college football e si dichiarò per passare tra i professionisti.

## Carriera professionistica

### Las Vegas Raiders
Richardson fu scelto nel corso del quarto giro (112ª scelta assoluta) del Draft NFL 2024 dai Las Vegas Raiders. Il 9 maggio 2024 Richardson firmò il suo contratto da rookie: un accordo quadriennale da 4,8 milioni di dollari, di cui 801.000 dollari garantiti alla firma.
Debuttò il 13 ottobre 2024 nella gara di settimana sei, la sconfitta 13-32 contro i Pittsburgh Steelers, in cui giocò 8 snap negli special team. Giocò la sua prima partita come titolare nella gara del dodicesimo turno, la sconfitta 19-29 contro i Denver Broncos, in cui giocò tutti gli snap della difesa, mettendo a segno otto tackle e un passaggio deviato. I vari infortuni che colpirono il reparto dei defensive back dei Raiders in stagione richiesero un utilizzo di Richardson probabilmente maggiore di quanto atteso da un esordiente in un ruolo così complesso. Terminò la sua prima stagione da professionista con 12 presenze, di cui sette come titolare, mettendo a tabellino complessivamente 46 placcaggi, di cui 27 in solitaria, e tre passaggi deviati.